# Мирриниум
Мирриниум (лат. Myrrhinium) — монотипный род деревянистых растений семейства Миртовые (Myrtaceae). Включает единственный вид — Мирриниум тёмно-пурпурный (Myrrhinium atropurpureum).

## Ботаническое описание
Однодомное, вечнозелёное, кустовидное дерево. Листья простые, очерёдные, узколанцетные. Цветки собраны в пучковидные соцветия. Лепестки свинцово-синеватые. Тычинки крупные, тёмно-красные. Плоды — синевато-чёрные ягоды.